# 776 př. n. l.
Století: 9. století př. n. l. – 8. století př. n. l. – 7. století př. n. l.
Roky: 781 780 779 778 777 – 776 – 775 774 773 772 771

## Události
- 1. červenec (jako proleptické juliánské datum) nebo 8. červenec (jako proleptické gregoriánské datum) – jsou tradičně uváděna jako data prvních olympijských her ve starém Řecku = počátek řeckého kalendáře.
- V Arménii a ve východní části Turecka se stát Urartu zoufale brání rozpínavosti Asyřanů.
- Na západním pobřeží Malé Asie pokračuje řecká kolonizace. První řecké osady v severní Sýrii.
- Kimmeriové vpadli do Malé Asie

## Vědy a umění
- Pravděpodobný vznik Iliady.

## Hlava státu
- Asýrie – Salmanassar IV.
- Babylonie – Eriba-Marduk